# Ullucus tuberosus

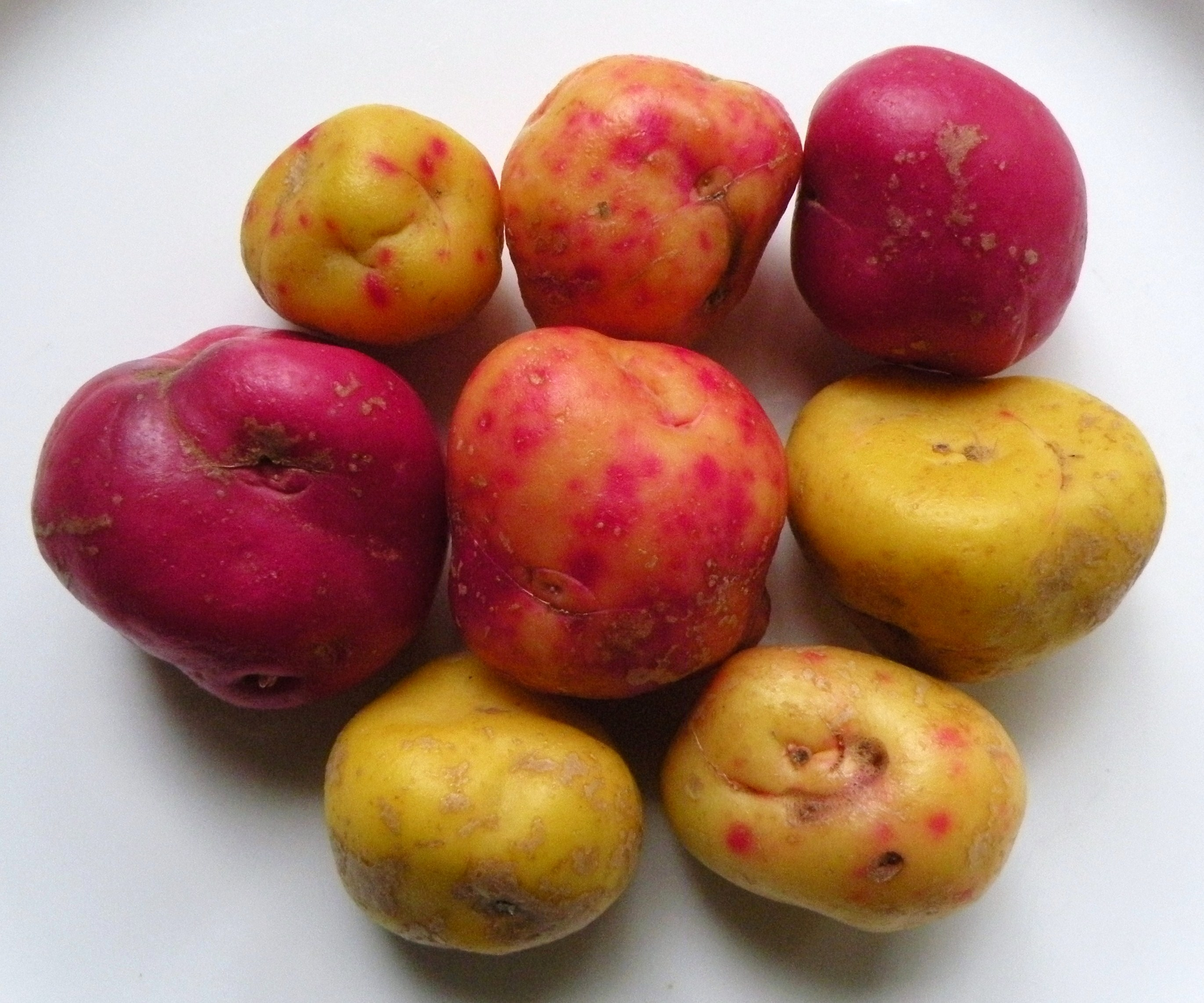
Tubérculos de Ulluco (Nova Zelândia).

Ullucus é um género monotípico de plantas com flor pertencente à família Basellaceae, nativo da região andina da América do Sul. A única espécie validamente descrita é Ullucus tuberosus, conhecida pelo nome comum de oluco ou uluco, cultivada para produção de tubérculos ricos em amido e secundariamente como hortaliça, sendo uma das colheitas de raiz mais extensa e economicamente importantes na região andina da América do Sul, perdendo somente para a batata.

## Descrição
U. tuberosus é uma planta herbácea e de hábito compacto. As variedades silvestres são rastejantes, mas para o cultivo foram seleccionadas variedades trepadoras ou semi-erectas que podem atingir os 50 cm de altura, formando moitas densas.
Os caules e folhas são suculentos e mucilaginosos, com um caule de secção angular do qual brotam longos pecíolos alternos com folhas cordiformes, de coloração variável segundo o cultivar.
A espécie produz inflorescências axilares, de flores hermafroditas. Raramente produz fruto, mas quando ocorre, a semente é um aquénio piramidal de superfície rugosa.
Nos estolhos subterrâneos ou superficiais produzem-se tubérculos de forma alongada ou sub-esférica, e de coloração que varia desde o branco ao laranja e ao púrpura. Normalmente o diâmetro dos tubérculos varia dos 2 aos 15 cm, mas em condições favoráveis podem assemelhar-se às dimensões e aspecto da batata-comum (Solanum tuberosum). A pele é claramente distinta do interior, firme e claro, de coloração branco a amarelo claro e sem fibras perceptíveis. As raízes são fibrosas e flexíveis.
Geneticamente, as variedades utilizadas são diploides e triploides, com um número cromossómico base de 12 cromossomas (n=12). São mais resistentes os triploides ainda que estéreis, salvo por propagação vegetativa.
Ullucus tuberosus tem uma subespécie reconhecida, Ullucus tuberosus subsp. aborigineus, considerada como a planta silvestre de onde se originaram os cultivares presentemente em uso. Enquanto as variedades domésticas são geralmente erectas e apresentam genoma diploide, a subespécie é geralmente escandente ou trepadora e apresenta genoma triploide.

## Nomes comuns e usos
O nome genérico Ullucus, e a maioria dos nomes comuns, deriva do vocábulo quechua ulluku (u:ju:ku), hispanizado para olluco, ulluco, ou milluku, hispanizado para melloco. Outro nome comum dado aos tubérculos é papalisa, literalmente batata-lisa.
A espécie é cultivada principalmente pelos seus tubérculos, para o uso como fonte de amido, e secundariamente como hortaliça. O oluco é uma das colheitas de raiz mais extensa e economicamente importantes na região andina da América do Sul, perdendo somente para a batata.
Outros nomes regionais utilizados para a cultura e para o tubérculo são milluku e ulluku (Bolívia, Equador, Peru), chugua e uyucos (Colômbia) e ruba (Venezuela), entre outros.
A folha e a raiz tuberosa são comestíveis, similares ao espinafre e à batata, respectivamente. Sabe-se que contém altos níveis de proteína, cálcio biodisponível e caroteno. O oluco era utilizado pelos povos inca antes da chegada dos europeus às Américas.
O grande atractivo do oluco é a sua textura distinta e firme, semelhante à da jícama, que mantém a firmeza mesmo quando cozida. Devido ao seu alto teor de água, oluco não é adequado para fritar ou assar, mas pode ser cozinhado de muitas outras maneiras, como a batata.
Na forma em conserva, em geral como picles, na cozinha tradicional andina adiciona-se aos molhos quentes. É o ingrediente principal no clássico prato peruano olluquito con ch'arki, e um ingrediente básico, junto com o mashua, no prato típico colombiano cocido boyacense (no Departamento de Boyacá). O ingrediente é geralmente cortado em tiras finas.
Oblongos e de formas finas, os tubérculos da variedades mais apreciadas apresentam apenas alguns centímetros de comprimento. Variando em cores, os tubérculos de papalisa podem ser alaranjados ou amarelados com manchas de coloração vermelha, rosa ou roxa. Na Bolívia, são muito coloridos e decorativos, embora com seu sabor doce e único sejam raramente usados apenas para decoração.
Quando cozidos ou grelhados os tubérculos permanecem húmidos, com uma textura e sabor muito semelhantes ao amendoim cozido sem a pele, mas ao contrário do amendoim que se torna suave e mole com a cozedura, o oluco permanece firme e quase crocante.
Por conter altas concentrações de amido, pode ser utilizado como matéria-prima para a produção de materiais bioplásticos.